# Wolziger See
Der Wolziger See ist ein 579 Hektar umfassender Binnensee im Brandenburger Landkreis Dahme-Spreewald im Naturpark Dahme-Heideseen und der größte See der Gemeinde Heidesee. An seinem Ufer liegen der namensgebende Ortsteil Wolzig sowie Blossin, Kolberg und Görsdorf b. Storkow. Er ist Bestandteil der gut 33 Kilometer langen Bundeswasserstraße Storkower Gewässer (SkG) mit der Wasserstraßenklasse I; zuständig ist das Wasserstraßen- und Schifffahrtsamt Spree-Havel.

## Beschreibung
Der etwa kreisförmige See hat einen Durchmesser von etwa 3,2 Kilometer, die Fläche beträgt 579 Hektar. Die größte Tiefe liegt bei etwa 13 Metern. Er ist in der Eiszeit entstanden und liegt in einer Mulde des Berliner Urstromtals.
Der See erhält seinen Zufluss vom Storkower Kanal im Nordosten und im Südosten vom Mühlenfließ, das die Groß Schauener Seenkette mit dem Wolziger See verbindet. Sein Abfluss führt im Südwesten durch das kanalartig ausgebaute 1,35 Kilometer lange Blossiner Fließ zum Langen See und von dort über die Dahme zur Spree.
Der Uferstreifen ist über weite Strecken mit Schilf bewachsen. Der Seegrund besteht aus Sand, der auch mit Steinen durchsetzt ist. Er weist mehrere Erhebungen und stark abfallende Scharkanten auf. Eine Schilfinsel im südlichen Teil des Sees ist eine markante Stelle. Vor dieser Insel fällt die Scharkante steil von rund 1 Meter auf 8 Meter ab. Das Südufer des Sees ist hügelig und bewaldet.
Am Wolziger See liegen fünf öffentliche Häfen:
- Fischereihafen am Westufer in Blossin, Tiefgang 2 Meter
- Yachthafen des Jugendbildungszentrum am Westufer in Blossin, Tiefgang 2 Meter
- Sportboothafen des Jugendbildungszentrums Blossin am Westufer, Tiefgang 1,8 Meter
- Bootshaus Erkner am Nordufer in Wolzig, Tiefgang 1,5 Meter
- Naturhafen am Südufer in Kolberg, Tiefgang 1,4 Meter

## Ersterwähnungen und Namengebung

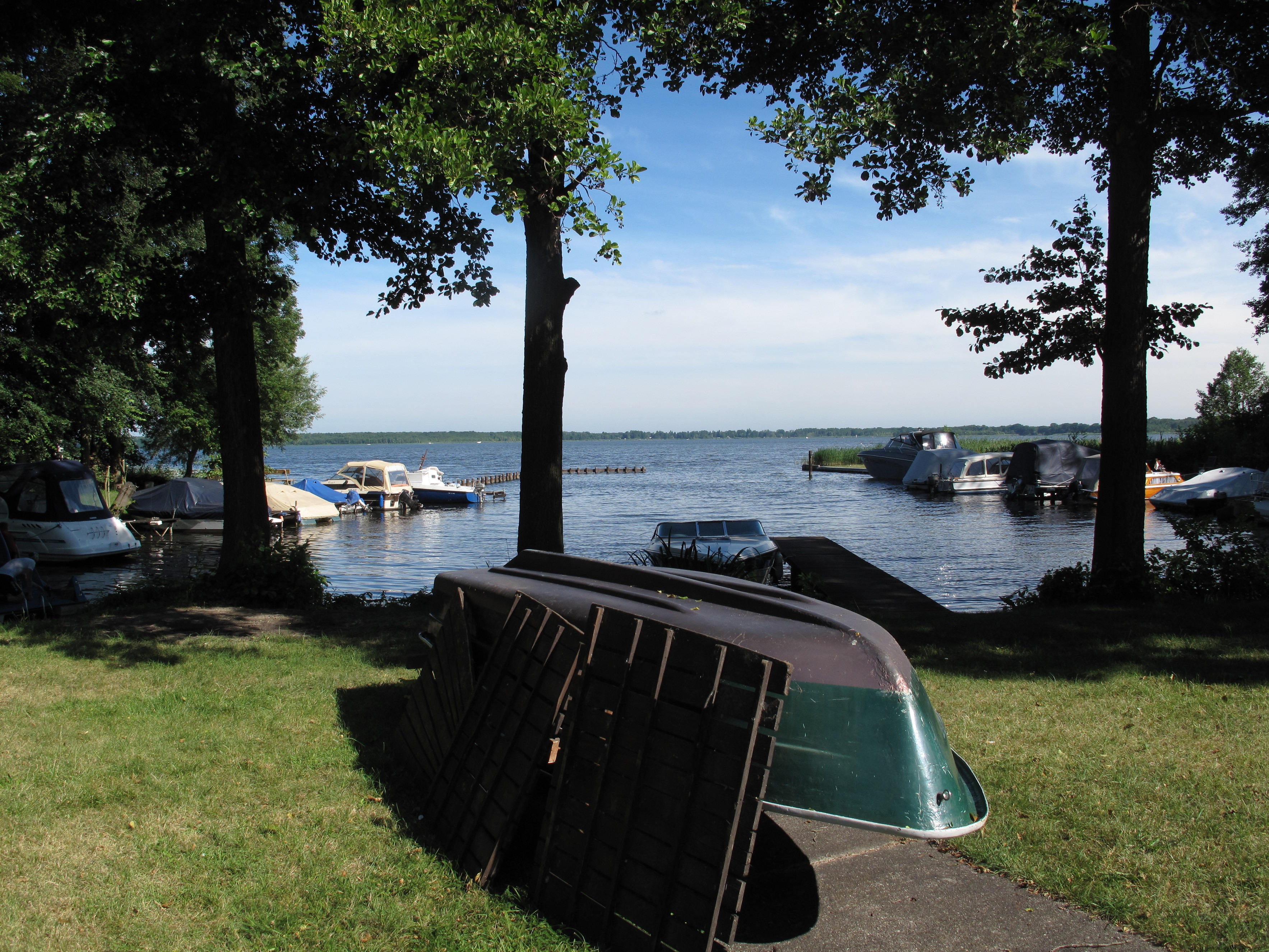
Blick vom Südostufer in Görsdorf an der Einmündung des Köllnitzer Fließes/Mühlenfließes

Das Gewässer wurde erstmals 1514 im Erbregister der Herrschaft Beeskow urkundlich als vf den See woltzigk erwähnt. Die im von Adolph Friedrich Riedel zusammengestellten Codex diplomaticus Brandenburgensis wiedergegebene Urkunde enthält im Abschnitt Woltzigk die Angabe:

„Item Valten Mertten ist Fischer Richter vf den See woltzigk, siehet zue neben dem Schultzen, das es Recht zuegehet, davor hat er frey fischen mit waten und Puferten.“

1518 findet sich im Erbregister Beeskow die Schreibweise auff dem Woltziger … und andere sehe und 1643 in einer Storkower Urkunde die Angabe auf dem Woltziger See. Laut Brandenburgischem Namenbuch wurde der See ehemals auch als Blossiner See bezeichnet, beispielsweise im königlich-preußischen Urmesstischblatt von 1844. Die Namenbildung mit dem Suffix -lsk- deutet gemäß Namenbuch darauf hin, dass hier der Ortsname auf den See übertragen wurde. Den Namen des 1443 erstmals als Wolzck erwähnten Ortes Wolzig führt der Sprachwissenschaftler und Slawist Reinhard E. Fischer auf die altsorbische Bedeutung für Ort, wo Erlen wachsen zurück.